# Мункфорш
Мункфорш (на шведски: Munkfors) е град в западната част на централна Швеция, лен Вермланд. Главен административен център на едноименната община Мункфорш. Разположен е около река Кларелвен. Намира се на около 260 km на северозапад от столицата Стокхолм и на около 65 km на север от Карлстад. Има жп гара и летище. Населението на града е 3054 жители според данни от преброяването през 2010 г.